# Gerald Kallan
Gerald Kallan (* 29. April 1979 in Altenmarkt im Pongau) ist ein ehemaliger österreichischer Naturbahnrodler. Er startete im Einsitzer, wurde im Jahr 2000 Weltmeister, gewann weitere drei Bronzemedaillen bei Welt- und Europameisterschaften und zwei Goldmedaillen bei Juniorenmeisterschaften. Im Weltcup gewann er zwei Rennen, fuhr insgesamt achtmal auf das Podest und erreichte zweimal den dritten Platz im Gesamtweltcup. Sein Bruder Roland war ebenfalls Naturbahnrodler.

## Karriere
Kallan nahm ab 1994 an internationalen Juniorenmeisterschaften teil. Während er 1994 auch zusammen mit seinem Bruder Roland im Doppelsitzer startete und den vierten Platz erzielte, war Kallan später nur noch im Einsitzer aktiv. In den Jahren 1998 und 1999 gewann er bei der Junioreneuropameisterschaft in Feld am See und der Juniorenweltmeisterschaft in seinem Heimatort Hüttau die Goldmedaille. Ab 1998 startete er auch in der Allgemeinen Klasse und gewann nach seinem zehnten Platz bei der Weltmeisterschaft 1998 in Rautavaara die Bronzemedaille bei der Europameisterschaft 1999 in Szczyrk.
Nachdem Kallan schon zuvor mehrere Top-10-Resultate erreicht hatte, gelang ihm zu Beginn der Saison 1999/2000 mit Platz drei in Oberperfuss der erste Podestplatz im Weltcup. Fünf Wochen später feierte der damals 20-Jährige seinen größten Erfolg bei der Weltmeisterschaft 2000 in Olang. Dank der Bestzeit im ersten der drei Wertungsläufe wurde er mit nur drei Hundertstelsekunden Vorsprung auf seinen Landsmann Gerhard Pilz Weltmeister im Einsitzer. Im Weltcup gelang ihm im vorletzten Saisonrennen ein weiterer dritter Platz, womit er Fünfter im Gesamtweltcup wurde. Ebenfalls den fünften Platz in der Gesamtwertung erzielte er in der Saison 2000/2001. Sein einziger Podestplatz in diesem Winter war der zweite Rang beim Saisonfinale auf seiner Heimbahn in Hüttau. Auch zu Beginn der nächsten Saison fuhr er in Olang auf Platz zwei, kam im Rest des Winters aber nicht mehr auf das Podest und fiel im Gesamtweltcup auf Rang sieben zurück. Bei der Weltmeisterschaft 2001 in Stein an der Enns wurde er Siebenter und bei der Europameisterschaft 2002 in Frantschach-Sankt Gertraud Fünfter.
Seine einzigen beiden Weltcupsiege feierte Kallan in der Saison 2002/2003. Der erste gelang ihm beim Auftakt in Völs, als er sich im Finale des Parallelwettbewerbes um drei Hundertstelsekunden gegen seinen Landsmann Robert Batkowski durchsetzte. Den zweiten Sieg feierte er vier Wochen später in Moskau. Mit weiteren zwei vierten und einem fünften Platz erreichte er wie auch in der Saison 2003/2004, in der er zweimal auf das Podest fuhr aber ohne Sieg blieb, den dritten Rang im Gesamtweltcup. Auch bei den Titelkämpfen war Kallan in diesen beiden Jahren erfolgreich. Sowohl bei der Weltmeisterschaft 2003 in Železniki als auch bei der Europameisterschaft 2004 in seiner Heimat Hüttau gewann er die Bronzemedaille. In seiner letzten Weltcupsaison 2004/2005 war Kallans bestes Ergebnis ein fünfter Platz im zweiten Weltcuprennen von Oberperfuss. An der Weltmeisterschaft 2005 nahm er nicht mehr teil.

## Sportliche Erfolge

### Weltmeisterschaften
- Rautavaara 1998: 10. Einsitzer
- Olang 2000: 1. Einsitzer
- Stein an der Enns 2001: 7. Einsitzer
- Železniki 2003: 3. Einsitzer

### Europameisterschaften
- Szczyrk 1999: 3. Einsitzer
- Frantschach 2002: 5. Einsitzer
- Hüttau 2004: 3. Einsitzer

### Juniorenweltmeisterschaften
- Aosta 1997: 11. Einsitzer
- Hüttau 1999: 1. Einsitzer

### Junioreneuropameisterschaften
- Längenfeld 1994: 4. Doppelsitzer (mit Roland Kallan), 15. Einsitzer
- Szczyrk 1996: 7. Einsitzer
- Feld am See 1998: 1. Einsitzer

### Weltcup
- 2× 3. Platz im Einsitzer-Gesamtweltcup in den Saisonen 2002/2003 und 2003/2004
- 2× 5. Platz im Einsitzer-Gesamtweltcup in den Saisonen 1999/2000 und 2000/2001
- 8 Podestplätze, davon 2 Siege:

| Datum             | Ort    | Land     | Disziplin |
| ----------------- | ------ | -------- | --------- |
| 22. Dezember 2002 | Völs   | Italien  | Einsitzer |
| 19. Jänner 2003   | Moskau | Russland | Einsitzer |

## Auszeichnungen (Auszug)
- 2000: Goldenes Ehrenzeichen für Verdienste um die Republik Österreich